# 水夏
『水夏〜SUIKA〜』（すいか）は、2001年7月27日にCIRCUSより発売されたWindows PC用18禁ノベル/アドベンチャーゲーム。2002年にプリンセスソフトから全年齢対象のドリームキャスト版およびPlayStation版（PSタイトル: 『WATER SUMMER』）が、また2003年にエス・オー・エフ・ティーからWindows PC用の全年齢対象版が発売されている。その後2004年にWindows PC用の全年齢対象版をベースに18禁化した『水夏A.S+〜SUIKA〜』が発売され、2007年にPlayStation 2に移植された。この水夏で後に発売されたD.C. 〜ダ・カーポ〜、AR 〜忘れられた夏〜、D.C.II 〜ダ・カーポII〜に登場する白河家のキャラクターが初めて登場する。

## 概要
タイトルの由来は夏を代表するスイカであるが、「西瓜」という漢字表記ではイメージと異なるので、現在の形になった。
本ゲームは4つの章で構成され、1 - 3章は文章を全画面に表示するノベル形式、4章はウィンドウに文章が表示されるアドベンチャー形式で展開する。
いずれの章も死をテーマとしており、夏の田舎・常盤村を共通の舞台としつつ、主人公・登場人物は章ごとに異なる。しかし知人同士であったり、道ですれ違ったりという接点はある。

## 主な登場人物

### 各章共通
名無しの少女
声：春野日和 / 中谷あずみ（A.S+）
黒い帽子とマントをまとった女の子。何かを探して彷徨い歩いているが、探し物の内容も、そして自分の名前すらも忘れている。便宜上、稲葉宏からは「お嬢」と呼ばれている。
大食いで、トウモロコシがお気に入り。
アルキメデス
名無しの少女が連れている黒い猫のぬいぐるみ。なぜかしゃべることができ、真実をつくような深いことをたびたび口にする。
千夏（ちなつ）
声：歌織 / 富山あかり（DC/PS版）
「千の夏をめぐる者」を自称する謎の少女。神出鬼没で、何らかの強い意志の元に行動しているようだが、詳しくを語ろうとしない。

### 第1章
風間彰（かざま あきら）
幼いころに常盤村で暮らし、また去っていった少年。久しぶりに村を訪れた彼は、当時仲のよかった水瀬姉妹と旧交を温めようとするが、思わぬ事態を聞かされることになる。
水瀬伊月（みなせ いつき）
声：長崎みなみ
常盤神社の巫女。趣味は漫画とアニメ。以前は内向的でいじめに遭っていたが、彰との交流で立ち向かう力を得た。
表向きは明るく振舞っているが、父は病気で療養中、母は行方不明、さらに妹をも喪ったために現在は1人きりである。
水瀬小夜（みなせ さよ）
声：鳥居花音
伊月の双子の妹で、強気で行動的な性格。彼女も彰のことを好きになってしまい、やがて姉と対立することに。
彰が常盤村を再訪したときには、すでに故人になっていると語られる。

### 第2章
上代蒼司（かみしろ そうじ）
声:吉村和紘（『水夏弐律』）
文武両道に長けた青年。白河律のもとで絵画を学んでいる。師の娘であるさやかとは相思相愛の仲で、村人から白眼視される彼女を守ろうとする。
白河さやか（しらかわ さやか）
声：鳥居花音
偏屈な父親と、人の心を見透かす眼力のせいで周囲から疎まれている少女。性格はマイペースかつ天真爛漫。
成績がどうしようもなく悪いため、年下の蒼司に勉強を教えてもらうことに。
白河律（しらかわ りつ）
蒼司の師にして、さやかの父。天才画家として名高いが、妻が死に瀕したときに救急車も呼ばずその姿を題材に絵を描いたことから、娘に恨まれている。
若林美絵（わかばやし みえ）
声：草柳順子
蒼司に片思いをしており、突然告白してくる少女。さやかのことをライバル視しているが、根が素直なので結局彼女と仲良くなってしまった。
DC・PS版でヒロインに昇格したが、CIRCUS社内で「（この展開では）さやかをないがしろにしている」という意見が出たため、美絵シナリオからさらにさやかシナリオへの分岐が設けられた。
上代萌（かみしろ もえ）
声：北都南 / ひと美（一般向）
蒼司の妹で、兄を過剰に慕っており、さやかを敵視している。本編では直接登場しないが、遠方からやけにタイミングよく電話をかけてくる。
『水夏A.S+』の追加ストーリーでは主人公を務める。

### 第3章
柾木良和（まさき よしかず）
医大生の青年。恋人がいるにもかかわらず、義理の妹を異性として意識してしまうことに悩み、カウンセリングを受ける。
京谷透子（きょうや とうこ）
声：西田こむぎ
良和の恋人。美しい容姿と優しい性格から多くの男性に告白されているが、一途に良和を想っている。しかし、彼の心の中の茜の存在に不安を覚えている。
柾木茜（まさき あかね）
声：日向裕羅
良和の義理の妹。透子とは昔から仲がよく、兄に彼女を紹介したのも茜である。兄へのスキンシップをいとわない彼女の無邪気な振る舞いが、良和と透子の関係に波紋を起こす。
若林鏡太郎（わかばやし きょうたろう）
良和のカウンセリングを担当する精神科医。良和や透子とは以前からの知り合いでもある。いつも笑みを絶やさないが、その内心は窺い知れない。
夢野久作の代表作『ドグラ・マグラ』に同姓同名の精神科医が登場しており、そのオマージュと思われる。
弟が1人と妹が2人おり、そのうちの1人が美絵である。

### 第4章
稲葉宏（いなば ひろし）
常盤村の豪家の息子で、父危篤の知らせを聞いて帰郷する。しかし遺産狙いの親族の妨害に遭い、旅館での滞在を余儀なくされる。
神社の軒下で腹を空かせていた名無しの少女と出会い、見かねて彼女を旅館へと連れ帰った。
稲葉ちとせ（いなば ちとせ）
声：金田まひる
宏の妹。重度の心臓病を患っているが、兄に心配をかけまいと元気に振舞うけなげな子。彼女にとっては名無しの少女が初めての友達である。
七条華子（ななじょう はなこ）
声：歌織
宏の異母姉。豪快な性格で気ままに出歩き、わざわざ野宿することもある。
千夏とは瓜二つの外見だが、性格はまるで違う。
小沼桐子（こぬま きりこ）
声：関和美
宏の泊まる旅館の女将。

## スタッフ
- プロデュース：tororo
- 企画：御影
- キャラクターデザイン・原画：七尾奈留、いくたたかのん
- シナリオ：御影（2章・DC版PS版追加部分・シナリオ統括）、呉一郎（1・3・4章）
- 背景：恋純ほたる
- 彩色：宵の明星、恋純ほたる、他
- 音楽：猫野こめっと

### 主題歌
- オープニングテーマ「Fragment 〜The heat haze of summer〜」
  - 作詞・作曲：tororo / 編曲：中村久志 / 歌：KAMIN（PC・DC版）、yozuca*（PS版）
- エンディングテーマ「Fragment 〜Thought to wish to the starlit sky〜」
  - 作詞・作曲：tororo / 編曲：有田宏 / 歌：倖月美和（PC・DC版）、rino（PS版）

## おまけディスク・サイドストーリー
うたう絵本3
登録ハガキを返送したユーザーを対象に配布されたおまけCDで非売品。配布終了しており入手不可能。
うたう絵本 1・2・3 ハイ!!
2002年11月8日に発売されたおまけコンテンツディスクシリーズ、「3」に『水夏』関連が収録されている。詳細は『うたう絵本』の項参照。
アルキメデスのわすれもの
2001年12月14日に発売された、サーカスアミューズメントディスク（サイドストーリー・ショートストーリー集）の2作目。詳細は『アルキメデスのわすれもの』の項参照。本作関連では初めて「水夏0章」が収録された。

## 移植版・全年齢版
DC版『水夏〜SUIKA〜』・PS版『WATER SUMMER』は2002年7月18日にプリンセスソフトから発売された本作品のコンシューマ移植版で、Hシーンのカット、シナリオ・CG・BGMの一部追加がされている。スタッフはPC版『水夏〜SUIKA〜』に同じ。
『水夏〜SUIKA〜 全年齢版』はコンシューマ移植版をWindowsに逆移植したもので2003年7月25日にS.O.F.T.より発売された。コンシューマ版初回限定版特典のドラマCDがコンテンツとして収録されている他、新規ドラマCD『メデスのきもち』が同梱されている。

## 水夏A.S+〜SUIKA〜
2004年9月24日に発売されたリパッケージ版。全年齢対象版にHシーンを再付加（一部は新規書き下ろし）した本編、新規外伝ストーリー2本、『アルキメデスのわすれもの』にも収録された0章からなる。その他オープニングムービーと歌手の変更、Windows XP対応に仕様変更が行われている。なお、本作品の開発にはCIRCUSを退社して独立したMOONSTONEのメンバーが協力している。
2007年8月30日にPS2で発売され、水夏A.S+をベースにOP、EDテーマを一新、新規ムービーの追加などが行われた。シナリオもPS2フォーマットに合わせ、一部テキストの差し替え、削除がされている。また、他のバージョンとは異なる最大の違いとして「二つの結末が用意されていた三章が固定エンディングになった」という特徴がある。（削除されたエンディングはPS版、DC版どちらにも収録されており、家庭用ゲーム機では表現不可能な内容というわけではない）初回限定版には、オリジナルSuika型カードケース（JR東日本のSuicaをもじったもの）などが同梱された。また、新規OP、EDテーマなど5曲を収録した「水夏A.S+ Eternal Name Vocal album since Fragment」がソフト発売に先駆け2007年7月25日に発売された。
2009年12月25日から、DMMなどよりダウンロード販売が開始された。

### 追加ストーリー・登場人物
夏休みのクリスマス
上代萌（主人公）（声：北都南）
上代三田
外伝・始まり
少女（主人公？）（声：北都南）
お嬢（声：中谷あずみ）

### スタッフ (A.S+)
- プロデュース：tororo
- ディレクター：釧路洋、ジャッキー天野
- 進行：宵の明星、さかえとおる
- シナリオ：*呉（呉一郎と同一人物）（外伝・始まり）、釧路洋（担当部分不明）
- 原画：秋蕎麦、甘福あまね、かゆらゆか（いずれも追加差分のみの担当。他は「水夏」と同じ原画を使用）
- 彩色：彼ノ矢大輔、*夕燈とび
- 製作協力：*恋純ほたる

### 主題歌 (A.S+)
PC版
- オープニングテーマ「Fragment〜Luminous ver〜」
  - 作詞・作曲：tororo / 編曲：chokix / 歌：橋本みゆき
- エンディングテーマ「そよ風のシルエ」
  - 作詞・作曲：志倉千代丸 / 編曲：上野浩司 / 歌：彩音
- エンディングテーマ「カカシ」
  - 作詞・作曲：志倉千代丸 / 編曲：磯江俊道 / 歌：彩音

*印のスタッフはMOONSTONEからの協力スタッフ。
PS2版
- オープニングテーマ「Fragment〜Shooting star of the origin〜」
  - 作詞・作曲：tororo / 編曲：藤田淳平 / 歌：茅原実里
- エンディングテーマ「Fragment〜Eternal Infinity〜」
  - 作詞・作曲：tororo / 編曲：虹音 / 歌：miru
- 終幕 エンディングテーマ「夏がくれた贈り物」
  - 作詞：稲葉エミ / 作曲：川口進 / 編曲：佐々倉マコト / 歌：yozuca*
- 外伝・始まり エンディングテーマ「未完成の物語」
  - 作詞：稲葉エミ / 作曲・編曲：太田雅友 / 歌：Kazco

## 水夏〜おー・157章〜
本作は特異な経過を辿って発売された『水夏〜SUIKA〜』からのスピンオフ作品である。
1996年、大阪府堺市で発生した集団感染（堺市学童集団下痢症）を契機に、病原性大腸菌O157からの予防が叫ばれるようになり、特に堺の事例が学校で発生したことから、青少年層への啓蒙も必要との指摘が各所でなされた。この情勢を受け、CIRCUSの母体である（有）サーカスは、埼玉県健康福祉部医療整備課の監修で、デフォルメされた『水夏』の登場人物と共に、O157から身を守るための知識を学ぶゲームソフトを製作し、2002年秋に県内の学校に配布することを企画。産経新聞さいたま版の記事でも紹介される。
県はそれまでにも、あずまきよひこ（2001年）やぽよよん♡ろっく（2002年）など、中高生に人気のある漫画家・イラストレーターにO157予防ポスターのイラストを依頼し、おおむね好評だったが、ポスターでは必要な情報が伝えきれず、かといってパンフレットでは活字離れの進む青少年には読んでもらえないのではないかという危惧があった。そこで遊びながら学べるゲームソフトを啓蒙手段に選択した。CIRCUSには以前AIDS予防ポスターの制作を依頼した事があり（名無しの少女と死神が対峙するというもの。関連団体から「死神を出すことでマイナスイメージが大きくなる」とのクレームが付きお蔵入りになった）、話も回しやすかった。
プロデューサー・tororoによれば、当初AIDSをテーマにしたゲームの提案があったが、関連団体との調整などで制作が難しく、O157に落ち着いたとのこと。
しかし、一部県会議員より「AV女優が授業に出てくるようなものであり、アダルトゲームのキャラクターが教材に登場することは好ましくない」との非難がなされ、県は監修を辞退、学校への配布も中止された。この時、既にゲームは完成しており、配布を待つだけであったため、サーカスは子会社のエス・オー・エフ・ティーを通して市販する事を決定、2003年7月25日に発売された。発端となった記事の担当記者だった安藤健二は、これをきっかけに『封印作品の謎』など封印作品に関わる著述を展開することになる。
なお、この一件や、県側の窓口である医療整備課の広報活動がSARSにシフトしていった事から、県のO157予防キャンペーンは2003年以降中止されている。
読んで学ぶ4章編成(「病原性大腸菌『O１５７』の基礎知識」「手洗いのすすめ」「調理法の注意事項」「O１５７の症状と二次感染予防」のオムニバスAVGと遊んで復習スゴロククイズの2部構成。

### 主題歌（おー・157章）
- 「いつでもきれいに」
  - 作詞・作曲・編曲：南良樹 / 歌：桃井はるこ

## AR 〜忘れられた夏〜
- 本作品のストーリーより過去の出来事を描いた作品。名無しの少女（名無しの子）以外は新キャラクターが登場する。

## OVA
DVD（MOONROCK・全4巻・18禁）
- さやか
- 伊月
- 名無し
- 番外編 真夏の贈り物

## 関連商品

### ドラマCD
（ムービック・全4巻）
- 水夏〜SUIKA〜 第一章 水瀬伊月（2002年8月30日）
- 水夏〜SUIKA〜 第二章 白河さやか（2002年10月25日）
- 水夏〜SUIKA〜 第三章 柾木茜＆京谷透子（2002年12月21日）
- 水夏〜SUIKA〜 第四章 名無しの少女（2003年1月24日）

### 音楽CD
- Fragment〜The heat haze of summer〜（2001年7月15日）
- Water Summer 水夏〜SUIKA〜 オリジナルサウンドトラック（2001年7月27日、サーカス）
- 水夏〜SUIKA〜 パーフェクトアレンジアルバム（2001年12月19日、ファーストスマイル・エンタテインメント）
- Fragment〜The heat haze of summer〜 Rock Ver.（2002年10月6日）
- 水夏〜SUIKA〜 OVA版サウンドトラック（2003年8月29日、フロンティアワークス）
- 水夏A.S+ Eternal Name Vocal album since Fragment（2007年7月25日、ランティス）
- 水夏 オリジナルサウンドトラック（2007年10月26日、PetaBits Records）

### 書籍
- 水夏〜SUIKA〜（パラダイム・小説）ISBN 4-89490-130-7
  - 第四章をノベライズしている。

- 水夏公式ビジュアルファンブック（ソフトバンクパブリッシング）ISBN 4-7973-1798-1
- 水夏＆WATER SUMMER 夏の想い出ガイド（ソフトバンクパブリッシング）ISBN 4-7973-2085-0
- 漫画版『水夏A.S+』
  - 作画はDEAR（かゆらゆか・UTATA）。『電撃G's Festival! COMIC』Vol.1 - 4に掲載。単行本には収録されていない。

## 備考
- 本作品で登場する上代蒼司、白河さやかは次回作『D.C. 〜ダ・カーポ〜』にゲスト出演している。また名無しの少女も立ち絵や声などはないものの、『D.C.P.S. 〜ダ・カーポ〜 プラスシチュエーション』にゲスト出演している。
- 『D.C. 〜ダ・カーポ〜』アニメ版では、映画館の入り口で朝倉純一を待つ水越眞子の背景に『水夏』と書かれた看板が設置されており、名無しの少女が描かれていた。